# Sternaspis fossor
Sternaspis fossor är en ringmaskart som beskrevs av William Stimpson 1854. Sternaspis fossor ingår i släktet Sternaspis och familjen Sternaspidae. Utöver nominatformen finns också underarten S. f. africana.